# Снуппи
Сну́ппи (24 апреля 2005 — май 2015) — собака породы афганская борзая, является первой в мире клонированной собакой. Щенок был создан с помощью клетки из уха взрослой афганской борзой. Клонирование проводила команда из 45 человек. Эксперимент возглавлял доктор биомедицинских наук Хван Усок. Позже независимые исследователи подтвердили, что Снуппи — настоящий клон. Снуппи впоследствии использовался в первом известном успешном размножении клонированных собак, две искусственно оплодотворенные клонированные самки произвели на свет 10 щенков в 2008 году.

## История
После того, как овца Долли была клонирована в 1996 году, учёным удалось клонировать множество других животных, включая кошек, коров, гаур, лошадей, мышей, мулов, свиней, кроликов и крыс. Но учёные были не в состоянии успешно клонировать собаку из-за проблем созревания яйцеклеток собак в искусственной среде. Усок Хван, профессор Сеульского национального университета, стал первым, кому это удалось. Для эксперимента использовались 123 собаки, но процедура привела лишь к трем беременностям. Один щенок не родился, другой умер от пневмонии через три недели после рождения. Таким образом, в живых остался лишь Снуппи. Своё имя щенок получил из комбинации инициалов Сеульского национального университета (SNU) и слова «щенок» (puppy).

## Реакция общественности
Журнал Time назвал Снуппи «самым удивительным изобретением 2005 года». Особое внимание было отведено технологии клонирования. Несмотря на многочисленные успешные эксперименты по клонированию млекопитающих, журнал Time отметил, что команда Хван Усок использовала экстраординарный метод. Роберт Клитзмен (содиректор Колумбийского университета, центр бионики) отметил, что данный эксперимент поднял вопрос, является ли человек просто массой клеток, связанных биологическими процессами, или нет.

## Последующие события
Когда Хван Усок был уволен из университета по причинам, не связанным с данной работой, профессор Ли Бёнчхон взял на себя руководство командой Снуппи. В 2008 году Снуппи принял участие в первом известном успешном размножении клонированных собак, в результате которого от двух клонированных самок родились 10 щенков. Девять щенков выжили. В последующее время команда под руководством Ли Бёнчхона успешно клонировала более 30 собак и пять волков. После успешного размножения клонированных волков Ли Бёнчхон заявил, что современные технологии позволяют клонировать рабочих собак, таких как служебные собаки и собаки-поводыри.
В 2007 году были впервые клонированы поисковые собаки (было 7 клонов и все они получили имя Топпи). Эти собаки поступили на работу в южнокорейскую таможню в июле 2009 года. Проект финансировался правительством Южной Кореи, стоимость проекта — около 300 миллионов южнокорейских вон ($ 239 000).